# Memories of Murder
Memories of Murder (살인의 추억?, Sar-in-ui chu-eokLR), distribuito anche come Memorie di un assassino - Memories of Murder, è un film del 2003 diretto da Bong Joon-ho.
La pellicola è l'adattamento cinematografico dell'opera teatrale Come to See Me di Kim Kwang-lim, liberamente ispirato alla storia vera di Lee Choon-jae, primo assassino seriale coreano conosciuto, attivo fra il 1986 e il 1991 a Hwaseong, nella provincia di Gyeonggi.

## Trama
Corea del Sud, 1986. In una piccola cittadina di campagna, in un canale di scolo lungo una strada che attraversa i campi coltivati, viene ritrovato il corpo di una giovane donna barbaramente stuprata ed uccisa. Poco tempo dopo viene ritrovata un'altra vittima. La polizia locale è impreparata, non ha né le risorse umane né i mezzi tecnici per affrontare delitti di tale gravità. L’investigatore Park Du-man, che conduce l'indagine insieme al collega Cho Yong-gu affidandosi al proprio istinto e a brutali metodi di interrogatorio, sospetta di un ragazzo con problemi mentali, Kwang-ho, che pare seguisse regolarmente una delle vittime, e dal quale riesce ad ottenere una confessione estorta con la violenza.
L’investigatore Seo Tae-yun (giunto di propria iniziativa da Seul per collaborare alle indagini) non crede affatto alla sua colpevolezza e assiste impotente all'ampia pubblicità mediatica data al suo arresto, che si risolve in un'imbarazzante sconfitta per la polizia, quando il presunto colpevole viene scarcerato perché non esistono indizi concreti contro di lui. Seo, convinto che l'autore dei delitti sia un assassino seriale, individua alcuni elementi comuni (entrambi i delitti sono avvenuti in una notte di pioggia ed entrambe le vittime vestivano di rosso) che gli permettono di ritrovare il corpo di una terza vittima, una ragazza di cui era stata denunciata la scomparsa, ma che tutti credevano fosse semplicemente andata a vivere a Seul.
In una notte di pioggia, utilizzando una poliziotta come esca, gli agenti organizzano una trappola per l'assassino, ma essa si rivela un fallimento. È però proprio l'agente donna a scoprire un ulteriore elemento in comune fra i delitti: in occasione di ogni omicidio, la stazione radio locale trasmette la stessa canzone, su richiesta di uno stesso ascoltatore, che tuttavia non si riesce ad identificare. Gli investigatori trovano casualmente un uomo masturbarsi in uno dei luoghi del delitto e, dopo un rocambolesco inseguimento, riescono a catturarlo. Anche questa volta Park ottiene una confessione per mezzo della tortura, ma si tratta solo di un pervertito che nulla ha a che fare con la serie di omicidi. Intanto Seo scopre l'esistenza di una sopravvissuta a un'aggressione dell'assassino, del tutto simile nelle modalità alle altre, dalla quale ottiene un unico indizio, sufficiente per scagionare l'ultimo sospettato.
Quando in una sera di pioggia la solita canzone viene nuovamente trasmessa alla radio, la polizia si ritrova impotente poiché tutte le risorse sono impegnate nella soppressione di una manifestazione. Stavolta gli investigatori riescono ad ottenere dalla emittente radio nome e indirizzo dell'ascoltatore che ha richiesto la canzone: si tratta di Hyun-gyu, un giovane impiegato giunto in città poco prima del primo delitto. Anche Seo si convince della sua colpevolezza e sarebbe disposto ad utilizzare le maniere forti per farlo confessare, ma l'attenzione dei media impedisce di utilizzare ulteriormente certi metodi.
Ormai vicini a un'impasse, gli investigatori si rendono conto che la confessione del primo sospettato, Kwang-ho (il ragazzo con disabilità cognitive), era troppo precisa nei dettagli per essere frutto di fantasia e intuiscono che lui sia stato testimone diretto del primo omicidio. Lo cercano nella locanda del padre, ma una volta giunti sul posto scoppia una rissa, nel corso della quale Kwang-ho ferisce Cho e fugge. Park lo insegue e cerca inutilmente di farlo spostare dai binari della ferrovia, ma l'uomo muore travolto da un treno.
Nell'ultimo omicidio viene rinvenuta una traccia biologica, dello sperma, che viene spedito negli Stati Uniti per essere sottoposto al test del DNA. Hyun-gyu viene quindi rilasciato e tenuto sotto costante controllo in attesa dei risultati. L'uomo riesce però a eludere la stretta sorveglianza e la stessa notte l'assassino uccide ancora, adattando il proprio modus operandi alle circostanze: la vittima è una studentessa che Seo conosceva, scelta al posto della moglie di Park, che casualmente camminava nelle vicinanze. L’investigatore, distrutto dall'ennesimo delitto, aggredisce Hyun-gyu con l'intenzione di ucciderlo, ma viene bloccato dal collega Park, che gli consegna i risultati del test del DNA, che ne evidenziano la non colpevolezza. Hyun-gyu si allontana, senza essere colpito dai rabbiosi colpi di pistola esplosi da Seo. La serie di omicidi rimane insoluta.
Nel 2003 l'ex investigatore Park, ora piccolo imprenditore sposato con due figli, passa casualmente vicino al luogo del ritrovamento del primo cadavere, avvenuto diciassette anni prima, e non può evitare di fermarsi. Una bambina, vedendolo guardare nel canale di scolo, gli rivela che pochi giorni prima un altro uomo, dall'aspetto comune, si è comportato nello stesso modo, dando un'occhiata al posto «a cui era legato» molto tempo prima. Park, sgomento, si rende conto di aver sempre cercato negli occhi delle persone da lui sospettate qualche cenno di malvagità, convinto che un tale criminale dovesse per forza avere la crudeltà nello sguardo, invece la bambina gli sbatte la realtà in faccia, ossia che persone del genere vivono nell’ordinario, sembrando molto spesso “normali”.

## Produzione
Il film si ispira alla vera storia del primo assassino seriale coreano conosciuto, attivo fra il 1986 e il 1991 a Hwaseong, nella provincia di Gyeonggi. Rimasto a lungo un caso irrisolto, nel 2019 Lee Choon-jae, condannato all'ergastolo nel 1994 per l'uccisione della cognata, ha confessato di aver commesso altri quattordici omicidi e trentuno stupri o tentati stupri. Ha confessato nove dei dieci omicidi avvenuti a Hwaseong, mentre il decimo era da sempre attribuito a un imitatore. Alla notizia, il regista Bong ha commentato: «Volevo davvero vedere la sua faccia: ho anche provato a immaginare il suo volto e a disegnarlo. Avevo persino una lista di domande che ero pronto a fargli nel caso mi fossi imbattuto in qualche modo in lui. Finalmente ho potuto vedere il suo volto pubblicato sui giornali: guardarlo mi ha fatto provare sentimenti complicati».

## Distribuzione
In Italia il film è uscito direct-to-video il 29 maggio 2007 col titolo Memories of Murder ed è stato riproposto al cinema dal 13 febbraio 2020, dopo il successo di Parasite dello stesso regista, col titolo Memorie di un assassino - Memories of Murder.

## Accoglienza

### Incassi
Il film è uscito nelle sale cinematografiche sudcoreane il 25 aprile 2003 e in dodici settimane di programmazione ha raggiunto un totale di 5.101.645 spettatori, per un incasso di circa 26 milioni di dollari, terzo risultato dell'anno dietro ai kolossal Silmido e Il Signore degli Anelli - Il ritorno del re.

### Critica
Il film si è rivelato uno dei migliori film sudcoreani degli anni 2000. È stato infatti un successo strepitoso in patria con oltre cinque milioni di spettatori e si è aggiudicato svariati riconoscimenti in festival cinematografici internazionali, fra i quali San Sebastian, Tokyo e Torino.

## Riconoscimenti
- 2003 - Premio Daejong
  - Miglior film
  - Miglior regista
  - Miglior attore a Song Kang-ho
- 2003 - Festival internazionale del cinema di San Sebastián
  - Conchiglia d'argento
  - Miglior nuovo regista
  - Premio FIPRESCI
- 2003 - Tokyo International Film Festival
  - Miglior film asiatico
- 2003 - Torino Film Festival
  - Premio Holden per la sceneggiatura
  - Premio del pubblico
- 2004 - Festival del film poliziesco di Cognac
  - Grand Prix per il miglior film
  - Premio del pubblico
  - Prix Médiathèques
  - Premio speciale della polizia

La rivista del British Film Institute Sight & Sound l'ha indicato fra i trenta film chiave del primo decennio del XXI secolo.